# Gabinete Zacarias II
O Gabinete Zacarias II foi o ministério formado pela Liga Progressista em 15 de janeiro de 1864 e dissolvido em 31 de agosto do mesmo ano. Foi chefiado por Zacarias de Góis e Vasconcelos, sendo o 15º gabinete do Império do Brasil após o estabelecimento do Decreto n.º 523 de 1847. Foi antecedido pelo Gabinete Olinda III e sucedido pelo Gabinete Furtado.

## Contexto
Segundo Sérgio Buarque de Holanda (2004):
Zacarias de Góis e Vasconcelos organizou seu segundo Gabinete em 15 de janeiro de 1864, conservando a pasta da Justiça. [...] O Ministério Zacarias foi considerado como dos progressistas, visto com frieza pelos liberais, que desejavam do Presidente do Conselho a afirmação de que abraçava os princípios do partido, renegando suas convicções conservadoras.

## Composição
O gabinete foi composto da seguinte forma:
- Presidente do Conselho de Ministros: Zacarias de Góis e Vasconcelos.
- Ministro dos Negócios do Império: José Bonifácio de Andrada e Silva, o Moço.
- Ministro da Justiça: Zacarias de Góis e Vasconcelos.
- Ministro dos Estrangeiros: Francisco Xavier Pais Barreto; substituído interinamente em 9 de março por João Pedro Dias Vieira, que passou a efetivo em 31 do mesmo mês.
- Ministro da Fazenda: José Pedro Dias de Carvalho.
- Ministro da Marinha: José Pedro Dias de Carvalho; substituído em 31 de março por Francisco Carlos de Araújo Brusque.
- Ministro da Guerra: José Mariano de Matos; substituído interinamente em 31 de maio por Francisco Carlos de Araújo Brusque.
- Ministro da Agricultura, Comércio e Obras Públicas: Domiciano Leite Ribeiro; substituído interinamente em 20 de julho de 1864 por João Pedro Dias Vieira.

## Programa de governo
Segundo o Presidente do Conselho de Ministros (1864):
O Governo contrai solenemente o empenho de observar em todos os seus atos a mais escrupulosa justiça; de considerar como um dever indeclinável e de honra a economia mais severa, em ordem a que os orçamentos se tornem no país uma verdade. (...) Do mesmo modo que em 1862, hoje entra no plano do Governo alterar-se a lei de 3 de dezembro de 1841, no sentido de dar mais garantias à liberdade individual, a separar a polícia judiciária da administrativa; rever-se a legislação sobre a Guarda Nacional, no intuito particularmente de aliviar o mais possível o ônus do serviço ordinário; auxiliar a lavoura e o comércio. (...) a reforma da legislação hipotecária e o desenvolvimento das vias de comunicação. (...) Entre o programa do Gabinete de 24 de maio de 1862 e o de 15 do corrente há uma diferença, que eu devo assinalar. Em 1862 o Ministério aludia ao concurso de duas opiniões com que contava para levar por diante o seu pensamento político. As duas opiniões políticas, porém, que este salão viu naquela quadra, após debates públicos e solenes, aliarem-se, sem quebra de princípios, nem da dignidade de ninguém, formam hoje uma só opinião, um só partido, cujo alvo é promover sinceramente, sem nada alterar na Constituição do Império, a prosperidade do país.
O gabinete apresentou o seguinte programa de governo:
- Dar mais garantias à liberdade individual.
- Separar a polícia judiciária da administrativa.
- Rever-se a legislação sobre a Guarda Nacional, no intuito particularmente de aliviar o mais possível o ônus do serviço ordinário.
- Auxiliar a lavoura e o comércio.
- Reformar a legislação hipotecária.
- Desenvolver as vias de comunicação.

## Legislação aprovada
O gabinete aprovou a seguinte legislação:
- Lei nº 1.217 de 7 de julho de 1864: Estabelece a dotação de SS. AA. Imperiais, quando houver de realizar-se o seu consórcio.
- Decreto nº 1.225 de 20 de agosto de 1864: Autoriza o governo a conceder às corporações de mãos-mortas licença para adquirirem por qualquer título terrenos ou propriedades necessárias para edificação de igrejas, capelas, etc.
- Decreto nº 3.254 de 20 de abril de 1864: Aprova as alterações feitas no regulamento para o transporte de imigrantes, que baixou com o Decreto nº 2.168 de 1 de maio de 1858.
- Decreto nº 3.288 de 20 de junho de 1864: Aprova o regulamento para a repartição dos telégrafos.
- Decreto nº 3.290 de 20 de junho de 1864: Declara que os governadores dos bispados e os provisores, quando administrarem as dioceses nos impedimentos dos prelados, podem, com autorização especial destes, fazer propostas para o provimento dos benefícios das igrejas catedrais e das igrejas paroquiais.
- Decreto nº 3.292 de 23 de julho de 1864: Dá instruções pelas quais se há de regular a comissão, criada por decreto de 18 de novembro de 1863, para examinar o projeto do Código Civil, redigido pelo bacharel Augusto Teixeira de Freitas.